# Leprechaun 4: In Space
Leprechaun 4: In Space é o quarto filme da cronologia Leprechaun. É um filme de terror produzido nos Estados Unidos em 1997, escrito por Mark Jones e Dennis A. Pratt e dirigido por Brian Trenchard-Smith.

## Elenco
- Warwick Davis como Leprechaun
- Brent Jasmer como SSgt. livros Malloy
- Jessica Collins como Dra. Tina Reeves
- Guy Siner como Dr. Mittenhand/Mittenspider
- Gary Grossman como Harold
- Rebeca Carlton como Princesa Isabel
- Tim Colceri como Douglas. Metal Head Hooker
- Miguel A. Nunez Jr. como varas
- Debbe Dunning como Pvt Delores Costello
- Mike Cannizzo como Danny
- Rick Peters como Mooch
- Geoff Meed como Kowalski
- Ladd York como sorte
- James Quinn como voz do computador

## Resposta crítica
Este filme recebeu uma crítica muito negativa. Atualmente mantém um índice de aprovação de 0% na revisão site do agregador Rotten Tomatoes, com base em seis revisões. Tem a classificação mais baixa de qualquer filme da série no IMDb (3.1/10).